# Monte Carcaci, Pizzo Colobria e ambienti umidi
Monte Carcaci, Pizzo Colobria e ambienti umidi este o arie protejată (arie specială de conservare — SAC, sit de importanță comunitară — SCI) din Italia întinsă pe o suprafață de 1.869 ha, integral pe uscat.

## Localizare
Centrul sitului Monte Carcaci, Pizzo Colobria e ambienti umidi este situat la coordonatele 37°42′53″N 13°30′26″E / 37.714722°N 13.507222°E.

## Înființare
Situl Monte Carcaci, Pizzo Colobria e ambienti umidi a fost declarat sit de importanță comunitară în septembrie 1995 pentru a proteja 1 specie de plante și 20 de specii de animale. Situl a fost protejat și ca arie specială de conservare în decembrie 2015.

## Biodiversitate
Situată în ecoregiunea mediteraneană, aria protejată conține 9 habitate naturale: Păduri de stejar alb estice, Pseudostepă cu ierburi și specii anuale de Thero-Brachypodietea, Tufărișuri termo-mediteraneene și de pre-deșert, Fânețe de joasă altitudine (Alopecurus pratensis, Sanguisorba officinalis), Galerii de Salix alba și de Populus alba, Păduri de Quercus ilex și Quercus rotundifolia, Lacuri eutrofice naturale cu vegetație de tip Magnopotamion sau Hydrocharition, Grohotișuri termofile și vest-mediteraneene, Pante stâncoase calcaroase cu vegetație casmofită.
La baza desemnării sitului se află mai multe specii protejate:
- plante (1): Leontodon siculus
- păsări (17): ciocârlie-de-câmp (Alauda arvensis), Alectoris graeca whitakeri, fâsă-de-câmp (Anthus campestris), ciocârlie-cu-degete-scurte (Calandrella brachydactyla), erete alb (Circus macrourus), dumbrăveancă (Coracias garrulus), prepeliță (Coturnix coturnix), Falco biarmicus, Falco naumanni, sfrânciocul cu frunte neagră (Lanius minor), sfrâncioc cu cap roșu (Lanius senator), ciocârlie de pădure (Lullula arborea), ciocârlie de bărăgan (Melanocorypha calandra), gaia neagră (Milvus migrans), vultur egiptean (Neophron percnopterus), pietrar mediteranean (Oenanthe hispanica), turturică (Streptopelia turtur)
- nevertebrate (1): Cordulegaster trinacriae
- reptile (2): Emys trinacris, țestoasă bănățeană (Testudo hermanni)

Pe lângă speciile protejate, pe teritoriul sitului au mai fost identificate 71 de specii de plante, 1 specie de amfibieni, 2 specii de mamifere, 12 specii de nevertebrate, 4 specii de reptile.